# Gesichtsfeld (Wahrnehmung)
Mit Gesichtsfeld bezeichnet man in der Physiologie, Augenheilkunde, Neurologie und allgemeiner der Wahrnehmungsforschung das Sichtfeld der Augen an ihrem natürlichen, anatomischen Ort, gewichtet mit der Lichtempfindlichkeit des zentralen Nervensystems, das die Lichtimpulse aufnimmt und auswertet. Das Gesichtsfeld repräsentiert sowohl den für ein unbewegtes Auge sichtbaren Raum (im 2-dimensionalen Sinn) als auch „[…] die Gesamtheit der optisch-sensorischen Reize, die […] zur Gehirnrinde geleitet und wahrgenommen werden.“
Man unterscheidet das monokulare Gesichtsfeld des jeweils rechten und linken Auges allein, vom binokularen Gesichtsfeld, das die Summe der beiden monokularen Gesichtsfelder ist. Beim Menschen überlappen sich die Gesichtsfelder beider Augen in bestimmten Bereichen. Im binokularen Deckfeld findet eine Fusion der beiden Bilder des rechten und linken Auges zu einem einzigen statt. Der sogenannte Horopter ist dabei eine Voraussetzung für die Entstehung von räumlichem Sehen. Die (wesentlich größere) horizontale Gesamtausdehnung des binokularen Gesichtsfelds beträgt bei einem Erwachsenen etwa 214° (107° auf jeder Seite) (s. auch), die vertikale zirka 60°–70° nach oben und 70°–80° nach unten.
Das Gesichtsfeld stellt den Gesamtbereich dar, in dem – ohne Zuhilfenahme von Augen- und Kopfbewegungen – visuelle Wahrnehmung möglich ist. Nur innerhalb des zentralen Bereichs, der Fovea, ist aber ein klares Erkennen möglich; die Wahrnehmungsqualität hinsichtlich Sehschärfe, Mustererkennung und Farbsehen sinkt, je peripherer die visuellen Reize liegen. Die Empfindlichkeit für bewegte Objekte nimmt zwar peripher ebenfalls ab, dies aber weniger als andere Sehfunktionen, so dass sich im peripheren Sehen gegenüber anderen Sehfunktionen eine relative Überlegenheit des Bewegungssehens ergibt. Zum Erkennen von Gefahrensituationen ist die Gesichtsfeldperipherie daher besonders wichtig. Das Dämmerungssehen hat ein Optimum bei etwa 20° Exzentrizität, weshalb man z. B. schwach leuchtende Sterne am besten sieht, wenn man an ihnen vorbeischaut.
Die quantitative, funktionelle Prüfung und Vermessung des Gesichtsfeldes nennt man Perimetrie. Diese Untersuchung hat nicht nur für Erkrankungen des Sehsystems eine hohe Bedeutung, sondern kann auch einen Teil einer allgemeinen neurologischen Diagnostik sein.

## Darstellung des Gesichtsfelds

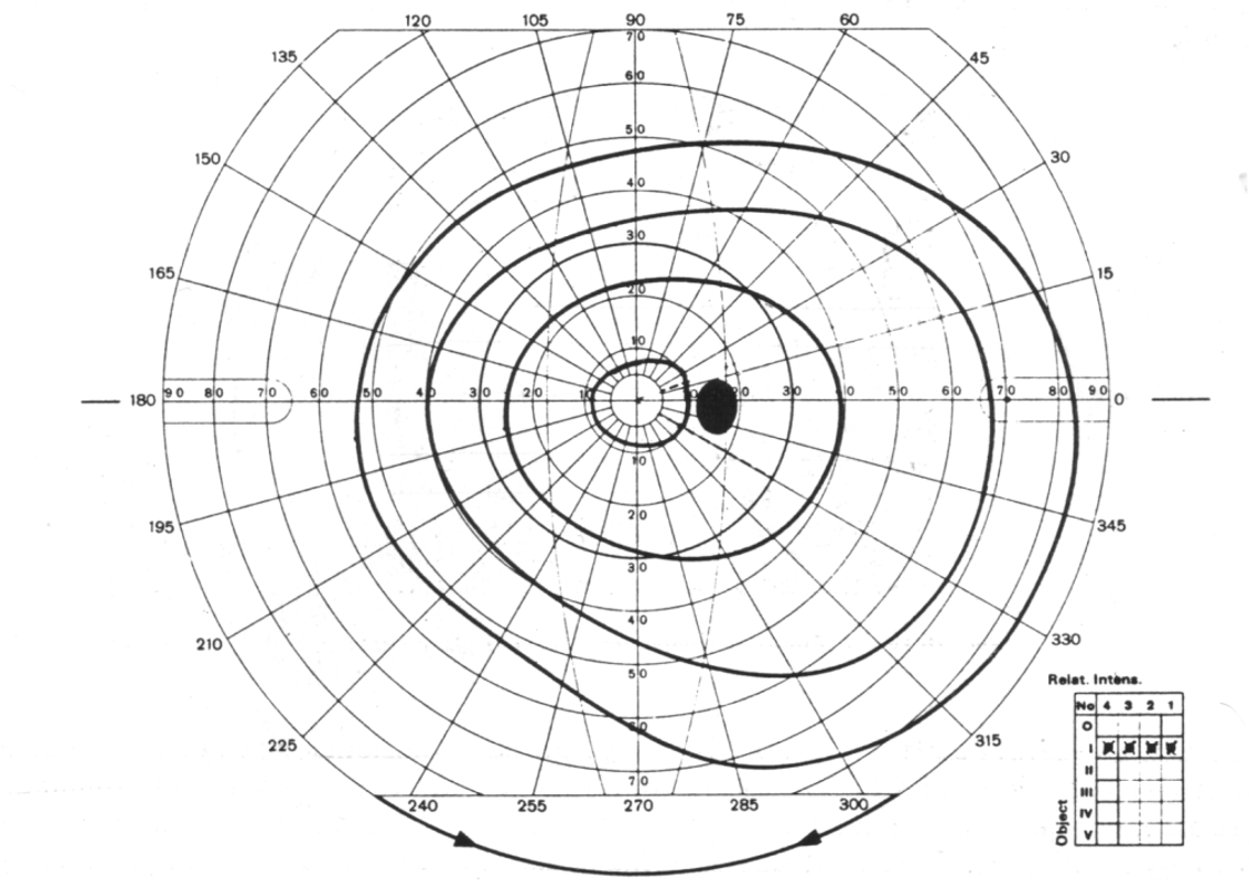
Grafische Darstellung eines normalen Gesichtsfeldes des rechten Auges (kinetische- oder Isopterenperimetrie) mit gängiger Technik. Die äußeren Grenzen sind, messtechnisch bedingt, zu klein dargestellt

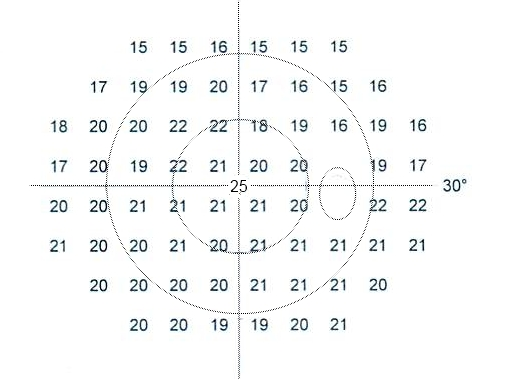
Grafische Darstellung der zentralen 30° eines Gesichtsfelds des rechten Auges (Statische Perimetrie, Angabe der Reizintensität in Dezibel)

Die mit Hilfe der Perimetrie gewonnenen Daten werden üblicherweise auf einem Blatt Papier oder einem Bildschirm zweidimensional dargestellt. Die auf einer halbkugelförmigen Fläche gewonnenen Messwerte werden dabei etwa in Form einer azimutalen Abbildung auf eine ebene Fläche projiziert. Im Zentrum liegt die Stelle schärfsten Sehens (Zentrum der Fovea); die davon ausgehenden radialen Linien sind die Meridiane. Die oben genannte Ausdehnung des Gesichtsfeldes („horizontal, vertikal nach oben, nach unten“) bezieht sich auf die Abstände vom horizontalen bzw. vertikalen Meridian. In der Abbildung ist der blinde Fleck als schwarzes Oval bei ca. 18° rechts (für das rechte Auge) zu sehen.
Das so dargestellte Gesichtsfeld jedes Auges hat typischerweise die Form eines horizontalen Ovals, meist mit einer flachen, inferonasalen Einbuchtung. Die Projektion bewirkt eine Verkleinerung. So wirkt das Gesichtsfeld in zweidimensionaler Darstellung wesentlich enger, als es in Wirklichkeit ist.
Bei der klassischen kinetischen Perimetrie wird die Sensibilität des ZNS durch Linien gleicher Empfindlichkeit, sogenannten Isopteren, repräsentiert. Diese werden mit Hilfe von (langsam) zentripetal bewegten Reizmarken abnehmender Größe und Intensität ermittelt.
Die statische Perimetrie verwendet ortsfeste Reizmarken zunehmender oder abnehmender Intensität. Die graphische Darstellung zeigt den Ort und die Intensität der schwächsten Reize, die gerade noch wahrgenommen wurden (Wahrnehmungsschwelle).

## Einschränkungen und Defekte
Einschränkungen des Gesichtsfeldes werden als Gesichtsfelddefekte bezeichnet. Sie können ihre Ursache in einer Schädigung der Netzhaut des Auges, der Sehbahn oder der Hirnrinde haben. Letztere werden als zerebrale Gesichtsfelddefekte bezeichnet. Gegliedert nach dem Ort und der Größe der Schädigung im Gesichtsfeld unterscheidet man Halbseitenblindheiten, Quadrantenanopsien und Skotome. Liegt die Schädigung im Auge oder Sehnerv begründet, sind in der Regel die Gesichtsfelder der beiden Augen unterschiedlich betroffen (heteronyme Schädigungen). Wenn z. B. der linke Sehnerv betroffen ist, ist nur das Gesichtsfeld des linken Augen betroffen. Liegt der Ort der Schädigung dagegen in der Sehbahn nach der Sehnervenkreuzung, sind die Gesichtsfelder beider Augen in gleicher Weise betroffen (homonyme Schädigungen), obwohl die Augen selbst intakt sind. Der Grund dafür ist, dass aufgrund der teilweisen Kreuzung der Sehnervenfasern in der Sehnervenkreuzung das linke oder rechte halbe Gesichtsfeld beider Augen in der jeweils gleichen Hirnhälfte weiterverarbeitet wird. Die verarbeitende Hirnhälfte liegt gegenüber (kontralateral), d. h. das linke Gesichtsfeld beider Augen wird in der rechten Hirnhälfte verarbeitet, und umgekehrt. Bei einer homonymen Halbseitenblindheit ist deshalb unabhängig vom Auge die linke (oder rechte) Gesichtsfeldhälfte betroffen. Ursache dieser Schädigungen ist oft ein Schlaganfall oder Schädelhirntrauma, seltener auch ein Tumor.
Von der Fläche her kleinere Einschränkungen des Gesichtsfeldes heißen Skotome. Sie können an beliebiger Stelle des Gesichtsfelds auftreten (im Zentrum auftretende heißen Zentralskotome) und unterschiedliche Größe haben. Sie werden, je nach dem Ausmaß des Sensibilitätsverlusts, als relativ (herabgesetzte, aber nicht aufgehobene visuelle Sensibilität) oder absolut (Fehlen jeglicher visueller Sensibilität) eingestuft. Für Skotome gilt die gleiche Einteilung nach dem Ort der Schädigung (Auge, Sehbahn, Hirnrinde); ein Beispiel für eine Schädigung des Auges ist das Bjerrum-Skotom bei einem Glaukom.
Skotome werden weiter eingeteilt in bewusst wahrgenommene, positive Skotome oder Pseudoskotome und unbewusst vorliegende, negative oder echte Skotome. Positive Skotome im Sinn der obigen Definition werden z. B. durch Brillen, die Nase, Augenbrauen und Wangenknochen, die Lider (Ptosis) und Trübungen der Optik des Auges (Hornhaut, Linse, Glaskörper) hervorgerufen. Frische Netzhauterkrankungen können ein bewusst wahrgenommenes Skotom verursachen. Auch das Flimmerskotom ist ein positives Skotom mit Ursprung im Zentralen Nervensystem. Ein absolutes, aber nicht krankhaftes, negatives Skotom ist der so genannte blinde Fleck, der diejenige Stelle des Augenhintergrunds repräsentiert, an der der Sehnerv aus dem Auge austritt.
Konzentrische Gesichtsfeldausfälle bis hin zum sogenannten Röhrengesichtsfeld oder Tunnelblick können nicht nur entstehen durch Erkrankungen der Netzhaut (Retinopathia pigmentosa) und des Sehnerven, sondern bspw. auch als Folge von übermäßigem Alkoholkonsum, Medikamenten oder psychischer Disposition (Simulation).

## Andere Gesichtsfeldbegriffe
Intaktheit des Gesichtsfeldes im Sinne der üblichen (Licht-)Perimetrie ist weder immer eine notwendige, noch eine hinreichende Bedingung für das Sehen im entsprechenden Gesichtsfeldbereich. Auf der einen Seite werden nämlich bewegte Reize im peripheren Gesichtsfeld wesentlich besser wahrgenommen als die in der Perimetrie verwendeten statischen oder langsam bewegten Reize. Auf der anderen Seite sagt die Intaktheit eines Gesichtsfeldbereichs im Sinne der Standardperimetrie nichts darüber aus, ob komplexere Reize wahrgenommen werden. In praktischen Anwendungen haben sich daher auch andere Gesichtsfeldbegriffe als nützlich herausgestellt. Bekannt geworden ist etwa das Useful field of view in der Diagnostik für Fahrtauglichkeit. Das Formerkennungsgesichtsfeld sagt etwas darüber aus, ob einfache Formen (etwa Schriftzeichen, Verkehrsschilder) im entsprechenden Gesichtsfeldbereich erkannt werden.
Auch in der augenärztlichen Diagnostik kommen neben der Standardperimetrie andere perimetrische Verfahren zum Einsatz, wie z. B. die Flimmerperimetrie nach Frisén, die Rauschfeldkampimetrie nach Aulhorn u. a.

## Gesichtsfeld von Tieren

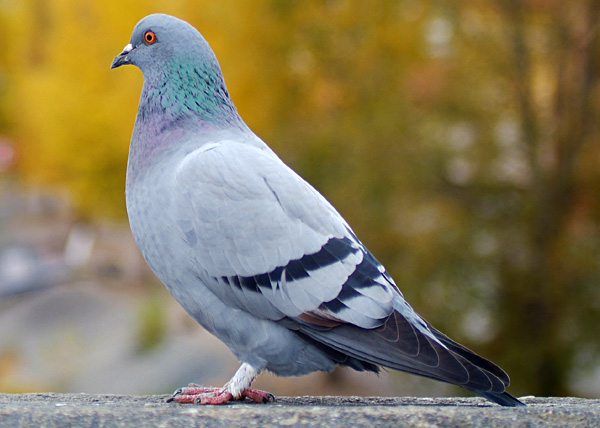
Taube: Prominente Augen seitlich am Kopf
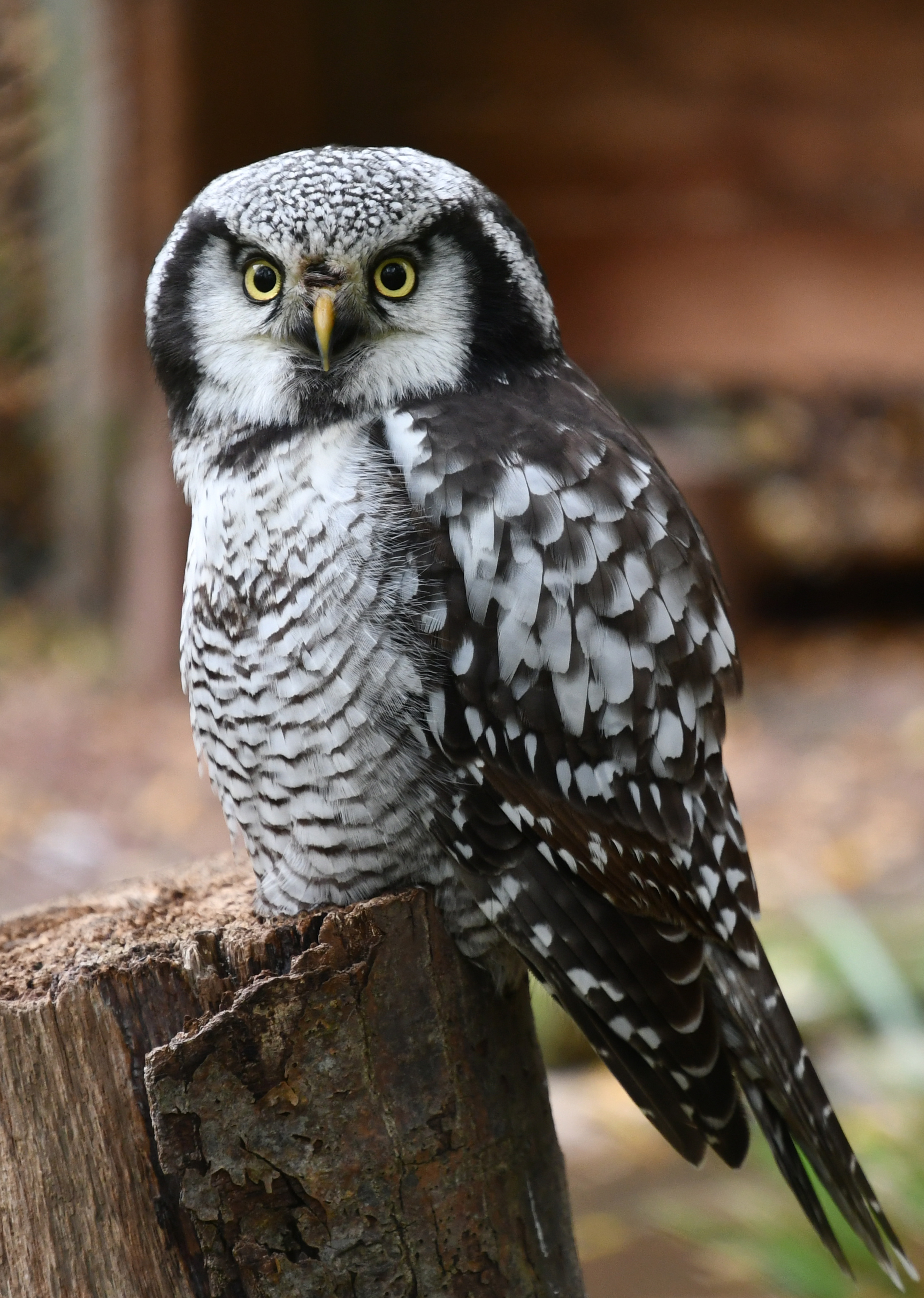
Eule: Tiefliegende Augen vorn am Kopf
Schematische Außengrenzen und Deckfelder des binokularen Gesichtsfeldes bei einer Taube (links) und einer Eule (rechts)

Das Gesichtsfeld anderer Lebewesen unterscheidet sich von dem des Menschen teilweise recht deutlich:
- Frosch ca. 330°
- Fliegen ca. 300° (Facettenaugen)
- Turmfalke 300°
- Krokodil 290°
- Schleiereule 160°
- Schnecken (Napf- und Lochaugen) etwa 100° bis 200°
- Quallen und Würmer (Flachaugen) 100° bis 180°, bei mehreren Augen – zusammen genommen – größer.

Die einfachen Augen (Gruben-, Flach- und Punktaugen) sowie Napf- und Lochaugen sind allerdings nicht bildgebend, sondern geben nur ungefähre Richtungen an. Echte Bilder erzeugen erst die Facettenaugen höherer Insekten durch die Gruppierung länglicher Lichtkanäle sowie die Linsenaugen größerer Tiere. Fluchttiere wie Pferde oder Kaninchen tragen die Augen seitlich am Kopf und können ohne Kopfbewegung einen großen Raumausschnitt überschauen, während Raubtiere wie Katzen die Augen vorn und eng beisammen tragen und dadurch große Deckfelder mit guter räumlicher Auflösung besitzen.

### Gesichtsfeld von Pferden

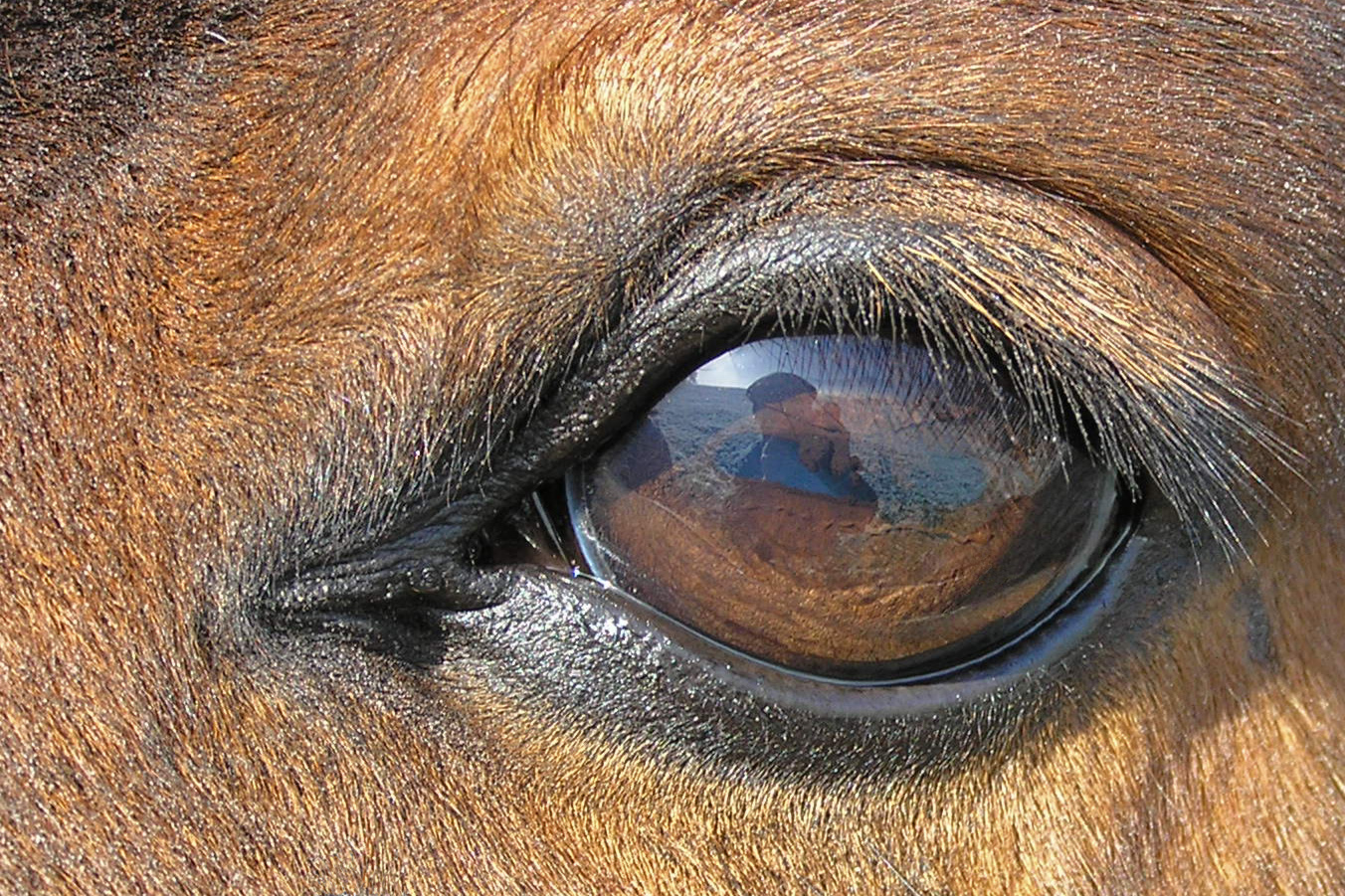
Pferdeauge
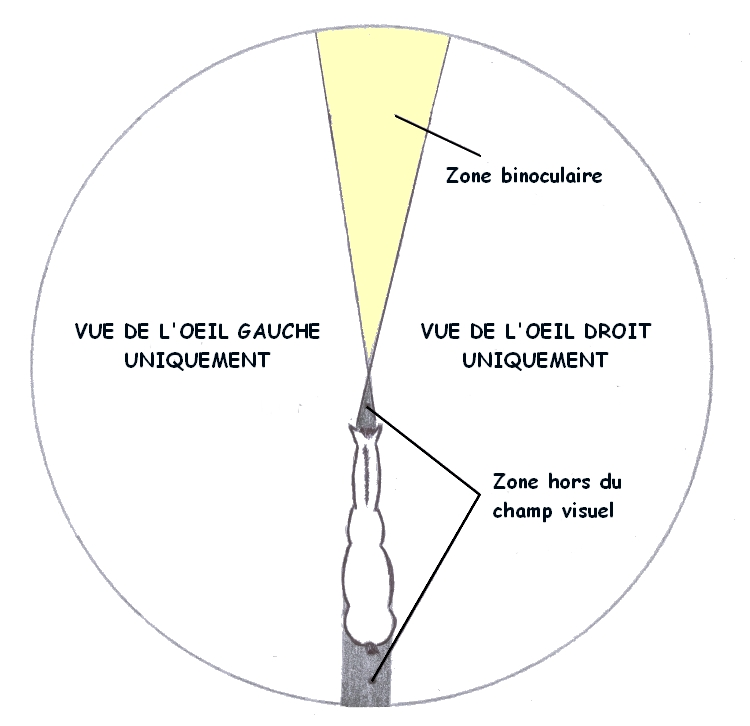
Horizontales Gesichtsfeld grau: toter Winkel gelb: binokularer Bereich weiß: monokularer Bereich
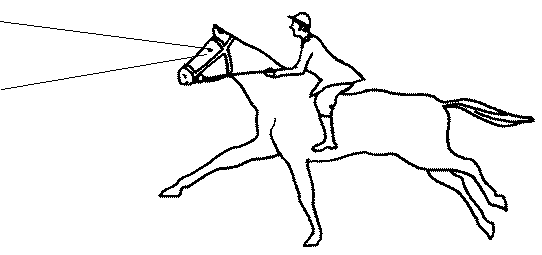
Entfernte Objekte kann das Pferd binokular fokussieren, indem es den Kopf hebt.
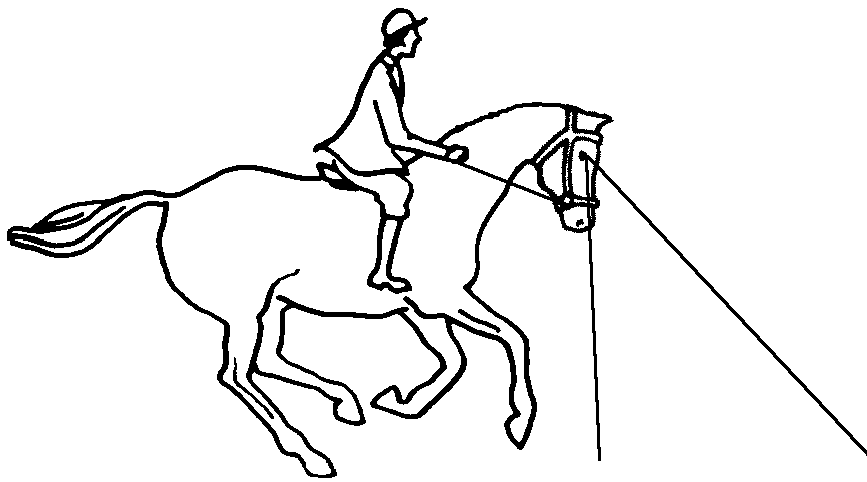
Bei senkrechter Kopfhaltung ist der binokulare Fokus nahe bei seinen Beinen.

Pferde haben sehr große Augen, die seitlich am Kopf sitzen. Das horizontale Gesichtsfeld von Pferden beträgt ungefähr 350°. Trotz des weiten Gesichtsfelds können sie nicht nach hinten sehen, ohne den Kopf zu bewegen. Man meidet es, von hinten an Pferde heranzutreten, um sie nicht zu erschrecken. Auch direkt vor dem Pferdekopf ist ein blinder Fleck.
Das räumliche Sehen ist auf einen vergleichsweise schmalen, rund 65° weiten Bereich vor dem Pferd beschränkt. Nur in diesem Bereich kann ein Pferd beispielsweise Hindernisse taxieren. In den verbleibenden 285° kann das Pferd jeweils nur mit einem Auge sehen.
Das vertikale Gesichtsfeld ist nach oben vergleichsweise eingeschränkt. Deshalb heben Pferde den Kopf, wenn sie entfernte Objekte fokussieren möchten, beispielsweise wenn sie beim Springen ein Hindernis taxieren. Sie senken ihn, wenn sie Objekte direkt vor ihren Beinen betrachten, beispielsweise beim Weiden.

## Abgrenzungen
Vom Gesichtsfeld, welches sich auf den Bereich im Außenraum bezieht, innerhalb dessen (ohne Augen- und Kopfbewegungen) visuelle Reize wahrgenommen werden können, ist das Blickfeld in seinen verschiedenen Formen zu unterscheiden. Es beschreibt den Bereich, innerhalb dessen Fixation mit Hilfe von Augenbewegungen möglich ist, und bezieht sich insofern rein auf die Okulomotorik. Der Begriff wird z. B. in der Augenheilkunde im Bereich des Strabismus angewendet.
Das Gesichtsfeld (engl.: Visual field) ist weiterhin zu unterscheiden vom Sichtfeld (engl.: Field of View, FoV), welches den Bereich des Außenraums beschreibt, der sichtbar ist (etwa durch eine Brille oder in einem Okular). Augenbewegungen sind dabei nicht ausgeschlossen.